# Autionselkä
Autionselkä är en sjö i kommunen Alavo i landskapet Södra Österbotten i Finland. Sjön ligger 113,6 meter över havet. Den är 14,02 meter djup. Arean är 69 hektar och strandlinjen är 11,03 kilometer lång. Sjön  ingår i Lappo å huvudavrinningsområde.   Den ligger omkring 58 kilometer sydöst om Seinäjoki och omkring 260 kilometer norr om Helsingfors. 